# Koninklijk Meteorologisch Instituut van België
Het Koninklijk Meteorologisch Instituut van België (beter bekend onder de afkorting KMI) is een federaal Belgisch  instituut, dat wetenschappelijk onderzoek uitoefent op het domein van de meteorologie. 
Het instituut is lid van de Wereld Meteorologische Organisatie, het Europees Centrum voor Weersvoorspellingen op Middellange Termijn, EUMETSAT en GIE Eumetnet.

## Geschiedenis
In 1823 krijgt Adolphe Quetelet van de Minister van Openbaar Onderwijs van het Koninkrijk der Nederlanden de toelating een  sterrenwacht in Brussel op te richten. Op dat moment gebeuren ook de eerste meteorologische waarnemingen. 
In 1876 wordt  Jean-Charles Houzeau de Lehaie de nieuwe directeur van de Sterrenwacht. Niet lang daarna zet hij een project op poten om de Sterrenwacht te verhuizen van Sint-Joost-ten-Node naar Ukkel en de meteorologie af te splitsen van de astronomie.
Op 1 september 1876 wordt het eerste Belgische weerbericht uitgegeven, gebaseerd op de analyse van een synoptische kaart.
In april 1906 wordt de eerste weerballon gelanceerd om meteorologische gegevens op grote hoogte te verzamelen.
Op 31 juli 1913 wordt de meteorologische dienst van de Sterrenwacht een autonoom instituut onder de naam Koninklijk Meteorologisch Instituut (KMI). Jean Vincent is de eerste directeur.
Van 1914 tot 1918, tijdens de Duitse bezetting, zet het KMI al zijn activiteiten stop. Het werd gebombardeerd op 20 augustus 1914 en heropgebouwd begin 1919.
Vanaf 1919 wordt Jules Jaumotte de nieuwe directeur. Hij is astronoom, militair piloot tijdens de Eerste Wereldoorlog en pionier van de stereoscopische luchtfotografie. Hij bijt zich vast in de realisatie van atmosferische peilingen die elkaar heel snel opvolgen in reële tijd. Deze nieuwe aanpak in de studie van de Atmosfeer vormt de wieg van een nieuwe wetenschap, de synoptische Aerologie. Tijdens de deelname van België in het internationaal pooljaar 1932- 1933 maakt Jules Jaumotte als zodanig automatische wolkenfoto’s op grote hoogte met behulp van peilingballons, dankzij een techniek die de werking van apparaten instelt op metingen in de hoogte. 
In de Tweede Wereldoorlog eisten de nazi’s het instituut op en maakten er een militaire sterrenwacht van. Het werd vernield door de Engelsen in 1944. 
1956 was het jaar van de inhuldiging van het Geofysisch Centrum in Dourbes, waar het magnetisme en de atmosferische elektriciteit bestudeerd worden.

## De technologische evolutie
In de jaren 1990, toen Henri Malcorps directeur was, deden verschillende nieuwe technologieën hun intrede op het KMI. Zo installeerde het KMI in 1992 een detectiesysteem voor de bliksem, dat werkt met radio-elektrische interferometrie (SAFIR). Dankzij dit systeem kunnen we iedere blikseminslag in België lokaliseren in reële tijd, met een precisie van ongeveer 1 km. Een ander voorbeeld kwam er in 1993, wanneer het KMI een meteorologische gegevensbank lanceert die zeer makkelijk toegankelijk is via een computer: MeteoBBS.  Dit systeem maakt de visualisatie mogelijk van satellietbeelden, beelden van weerradars, SAFIR-kaarten, waarnemingen, voorspellingen en meteorologische waarschuwingen. 
De wetenschappelijke technologie is in volle bloei wanneer in 1995 de METEOSAT-satelliet, op 36.000 km boven de Aarde, de eerste waarnemingsbeelden van hoge resolutie levert om het half uur. 
Het Koninklijk Meteorologisch Instituut verrijkt zich in 2001 met een gloednieuwe radar die de hoeveelheid meet van alle neerslagtypes binnen een straal van 240 km. Hij staat in Libramont in de provincie Luxemburg.
Dr. Henri Malcorps gaat in 2010 met pensioen. Op dit moment is het dr. Daniel Gellens die de rol van directeur ad interim bekleedt.

## Huidige situatie
Het KMI bevindt zich in Ukkel op een ‘plateau’, omringd door de Koninklijke Sterrenwacht van België (KSB) en het Koninklijk Belgisch Instituut voor Ruimte-Aeronomie (BIRA).
Het plateau van Ukkel herbergt een klimatologisch park dat als referentie geldt voor de klimatologie in België.
Onder de bevoegdheid van het Ministerie van Federaal Wetenschapsbeleid, en in samenwerking met de Europese organisatie Meteoalarm, is het KMI eerst en vooral verantwoordelijk voor de opstelling en verspreiding van de meteorologische waarschuwingen in België.
Het Koninklijk Meteorologisch Instituut stelt alle dagen meteorologische voorspellingen op, die zowel bedoeld zijn voor het grote publiek als voor de meer specifieke doelgroepen (landbouw, wegennet, media, energiesector…). Boven op de meteorologische voorspellingen, publiceert het Instituut elke maand een  klimatologisch verslag, met voor elke dag van de voorbije maand een beschrijving van de windsnelheid, de gemiddelde/minimum/maximumtemperatuur, de neerslag en de zonneschijnduur.
De actuele perceptie van het KMI is een goede indicator van het belang dat gehecht wordt aan meteorologisch en wetenschappelijk onderzoek in vakgebieden als de voorspelling van het weer, fundamentele problemen in de wetenschap van de atmosfeer en het klimaat, de hydrologische cyclus, waarnemingssystemen, geomagnetisme en de ionosfeer.

### Meteorologische waarschuwingen
Het KMI kan meteorologische waarschuwingen afgeven wanneer er een gevaarlijke weersituatie wordt verwacht. Het KMI kent vier kleurcodes om voor gevaarlijk weer ten aanzien van regen, wind, onweer, stormtij en gladheid te waarschuwen:
- Code groen: geen bijzonderheden
- Code geel: wees waakzaam
- Code oranje: wees voorbereid en volg raadgevingen op
- Code rood: onderneem actie en volg raadgevingen strikt op

## Hulpmiddelen en samenwerkingsverbanden van het KMI
Het Instituut beschikt over een dicht netwerk van waarnemingsstations over gans België, en daarnaast ook over neerslagradars, een detectiesysteem voor bliksem, meetinstrumenten op satellieten…Het neemt ook deel aan de uitwerking van talloze projecten, zoals Solar Impulse, dat groots opgezette ultralichte vliegtuig, dat uitsluitend op zonne-energie werkt. Het Koninklijk Meteorologisch Instituut werkt nauw samen met IRCELINE en de FOD Volksgezondheid om de bevolking te verwittigen in geval van ozonpieken en warmtegolven.